# Aneta Benko
Aneta Benko (n. Peraica, pe 29 iulie 1985) este o handbalistă croată din Zagreb care joacă pentru clubul sloven RK Krim și echipa națională a Croației. Din vara anului 2018, handbalista va juca pentru clubul maghiar Kisvárdai KC. Benko evoluează pe postul de extremă dreapta.

## Palmares
- Campionatul Sloveniei:
  -  Câștigătoare: 2017, 2018

- Cupa Sloveniei:
  -  Câștigătoare: 2017, 2018

- Campionatul Croației:
  -  Câștigătoare: 2014

- Cupa Croației:
  -  Câștigătoare: 2007, 2014

- Liga Serbiei:
  -  Câștigătoare: 2011, 2012, 2013

- Cupa Serbiei:
  -  Câștigătoare: 2011, 2012, 2013